# Кибла

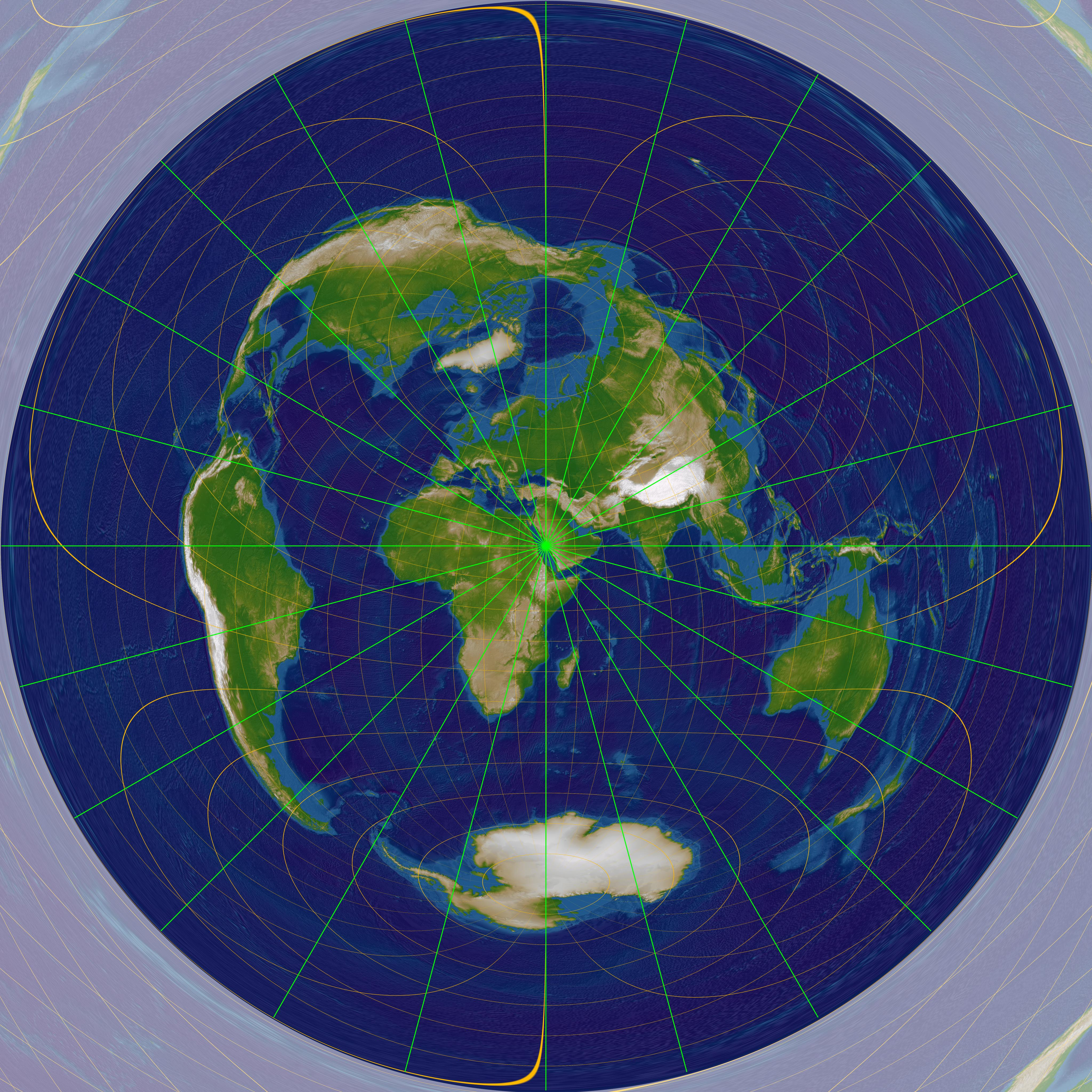
Эквидистантная азимутальная проекция с центром в Мекке и зелеными линиями, показывающими киблу (кратчайшее направление к Каабе в Мекке,)

Ки́бла (реже тж. кы́бла, араб. قِبْلَة‎ — букв. направление; то, что находится напротив‎) — направление в сторону Каабы в Заповедной мечети в Мекке, используемое мусульманами в различных религиозных ритуалах, особенно соблюдаемое при совершении намаза. В исламе Кааба почитается как священное место, построенное пророками Ибрахимом и Исмаилом, использование которого в качестве киблы было предопределено Аллахом в нескольких аятах Корана, ниспосланных Мухаммеду во второй год хиджры. До этого откровения Мухаммед и его последователи в Медине во время совершения намаза обращались лицом к Иерусалиму. В большинстве мечетей есть михраб (ниша в стене) указывающий направление киблы.
Кибла также является направлением для входа в ихрам (священное состояние паломничества хаджа); направление, в котором поворачивают животных во время забихи (забоя жертвенных животных); рекомендуемое направление для совершения дуа (мольбы); направление, которого следует избегать при справлении нужды или сплёвывании; и направление, в котором усопших полагают в могилу. Кибла может быть обращена точно к Каабе (айн аль-ка‘аба) или в общем направлении (джихат аль-ка‘аба). Большинство исламских учёных считают, что джихат аль-ка‘аба, приемлема, если невозможно установить более точную айн аль-ка‘аба.
Распространённейшим техническим определением, используемым мусульманскими астрономами для определения местоположения, является направление большого круга земной сферы, проходящего через данное место и Каабу. Это направление кратчайшего возможного пути от данного места к Каабе и позволяет точные вычисления (хисаб) киблы с использованием сферической тригонометрической формулы, использующей координаты данного местоположения и Каабы в качестве входных данных (см. формулу ниже). Этот метод применяется для разработки мобильных приложений и веб-сайтов для мусульман, а также для составления таблиц киблы, используемых в таких инструментах, как компас киблы. Киблу также можно определить на месте, наблюдая за тенью вертикального стержня дважды в год, когда солнце находится прямо над Меккой — 27 и 28 мая в 12:18 аравийского времени (09:18 UTC), а также 15 и 16 июля в 12:27 аравийского времени (09:27 UTC).
До развития астрономии в исламском мире мусульмане использовали традиционные методы определения киблы. Эти методы включали в себя обращение в том направлении, которое использовали сподвижники Мухаммеда, когда находились в том же месте; используя точки захода и восхода небесных светил; используя направление ветра; или на юг, который был киблой Мухаммеда в Медине. Ранняя исламская астрономия была построена на своих индийских и греческих аналогах, в частности на работах Птолемея, и вскоре, начиная с середины IX века, мусульманские астрономы разработали методы расчета приблизительных направлений киблы. В конце IX и X веков мусульманские астрономы разработали методы определения точного направления киблы, эквивалентные современной формуле. Первоначально эта «кибла астрономов» использовалась наряду с различными традиционно определяемыми киблами, что привело к большому разнообразию в средневековых мусульманских городах. Кроме того, точные географические данные, необходимые для того, чтобы астрономические методы давали точные результаты, не были доступны до XVIII и XIX веков, что привело к дальнейшему разнообразию киблы. Исторические мечети с разными киблами до сих пор стоят по всему исламскому миру. Космический полёт набожного мусульманина Шейха Музафара Шукора на Международную космическую станцию (МКС) в 2007 году вызвал дискуссию относительно направления киблы с низкой околоземной орбиты, что побудило исламское духовенство его родной страны, Малайзии, рекомендовать определять киблу «исходя из возможного» для космонавта.

## Местоположение
Кибла — это направление на Каабу, кубообразное здание в центре Заповедной мечети в Мекке, в районе Хиджаз в Саудовской Аравии. Помимо своей роли киблы, это также священейшее место для мусульман, также известное как Дом Бога (Байт Аллах) и где совершается таваф (ритуал обхода) во время паломничества хадж и умра. Кааба имеет приблизительно прямоугольную форму с четырьмя углами, направленными близко к четырем сторонам света. Согласно Корану, его построили Ибрахим и Исмаил, оба пророки в исламе. Сохранилось немного исторических записей, подробно описывающих историю Каабы до возникновения ислама, но в поколениях до Мухаммеда Кааба использовалась как святыня доисламской арабской религии.
Статус Каабы (или Заповедной мечети, в которой она расположена) как киблы основан на аятах 144, 149 и 150 суры «Аль-Бакара», каждый из которых содержит повеление: «обрати же свое лицо в сторону Заповедной мечети» (فَوَلِّ وَجْهَكَ شَطْرَ ٱلْمَسْجِدِ ٱلْحَرَامِ). Согласно исламскому преданию, эти аяты были ниспосланы в месяце раджаб или шабан во втором году хиджры (624 н. э.), или примерно через пятнадцать или шестнадцать месяцев после переселения Мухаммеда в Медину. До этих откровений Мухаммад и мусульмане в Медине молились в сторону Иерусалима как киблы, в том же направлении, что и направление молитвы — мизра, — используемое мединскими евреями. Исламское предание гласит, что эти стихи были ниспосланы во время молитвенного собрания; Мухаммед и его последователи немедленно изменили свое направление от Иерусалима к Мекке в середине молитвенного ритуала. Местом этого события стала мечеть аль-Киблатайн («Мечеть двух кибл»).
Существуют разные сообщения о направлении киблы в дни нахождения Мухаммеда в Мекке (до его переселения в Медину). По сведениям историка ат-Табари и экзегета (текстового переводчика) аль-Байдави, Мухаммед молился в сторону Каабы. В другом сообщении, цитируемом аль-Балазури, а также ат-Табари, говорится, что Мухаммед молился в сторону Иерусалима, находясь в Мекке. В другом сообщении, упомянутом в житии Мухаммеда ибн Хишама, говорится, что Мухаммед молился таким образом, чтобы одновременно смотреть на Каабу и Иерусалим. Сегодня мусульмане всех направлений, включая суннитов и шиитов, молятся в сторону Каабы. Исторически сложилось так, что одним из основных исключений были карматы, ныне несуществующая синкретическая шиитская секта, отвергавшая Каабу как киблу; в 930 году они разграбили Мекку и на время перенесли Чёрный камень Каабы в свой центр власти в Эль-Хасе с намерением начать новую эру в исламе.

## Религиозное значение

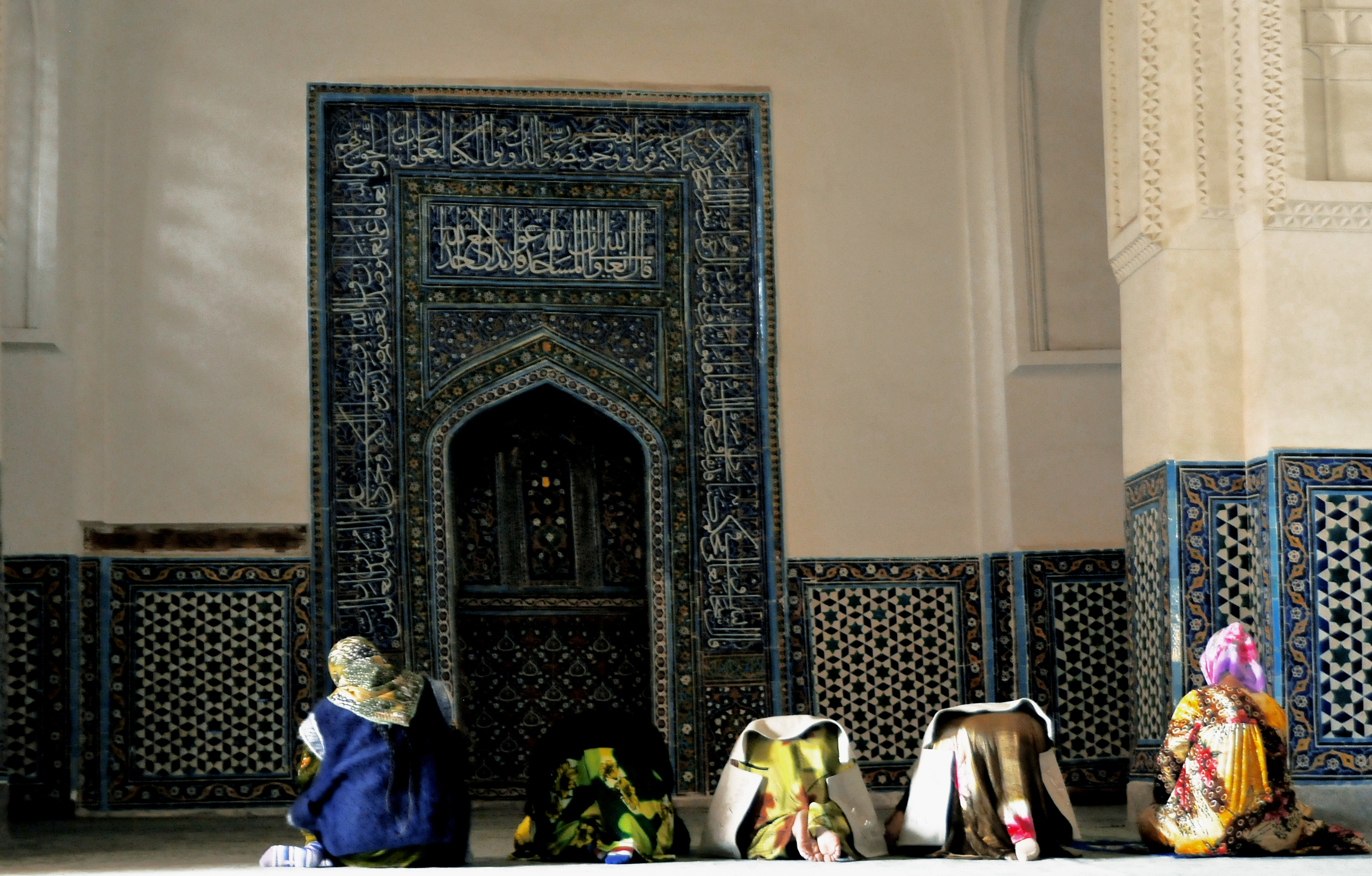
Михраб в одной из стен мечети указывает направление киблы, которое должно использоваться для молитв. Фотография из Шахи Зинда, Самарканд, Узбекистан.

Этимологически арабское слово кибла (قِبْلَةٌ‎) означает «направление». В исламских обрядах и законах это относится к особому направлению, с которым сталкиваются мусульмане во время молитв и других религиозных контекстов. Исламские вероучители согласны с тем, что обращение к кибле является необходимым условием действительности намаза — исламской ритуальной молитвы — в нормальных условиях; исключения включают молитвы во время состояния страха или войны, а также необязательные молитвы во время путешествия. Хадис (предание Мухаммеда) также предписывает, чтобы мусульмане смотрели на киблу при вхождении в ихрам (священное состояние для хаджа) после средней джамры (ритуала бросания камней) в ходе паломничества. Исламский этикет (адаб) призывает мусульман поворачивать к кибле головы жертвенных животных при забое, и лица усопших, когда их хоронят, в сторону киблы. Кибла является предпочтительным направлением при вознесении мольбы, и её следует избегать при испражнении, мочеиспускании и сплёвывании.
Внутри мечети кибла обычно отмечается михрабом, нишей в стене, обращенной к кибле. Во время коллективной молитвы имам стоит в ней или рядом с ней перед остальными прихожанами. Михраб стал частью мечети в эпоху Омейядов, а его форма была стандартизирована в эпоху Аббасидов; до этого кибла мечети была известна по ориентации одной из ее стен, называемой стеной киблы. Сам термин михраб засвидетельствован в Коране только один раз, но относится к месту молитвы исраилитов, а не к части мечети. Известно, что Мечеть Амра ибн аль-Аса в Фустате, Египет, одна из старейших мечетей, изначально была построена без михраба, хотя он был добавлен впоследствии.

### Айн аль-ка‘абаиджихат аль-ка‘аба
Айн аль-ка‘аба («стоя так, чтобы смотреть на Каабу лицом к лицу») — это положение лицом к кибле таким образом, чтобы условная линия, проходящая от линии обзора человека, проходила через Каабу. Наблюдать за киблой таким способом легко внутри Великой мечети Мекки и её окрестностей, но, учитывая, что ширина Каабы составляет менее 20 м, это практически невозможно из отдалённых мест. Так, в Медине, на расстоянии 338 км по прямой от Каабы, отклонение на один градус от точной условной линии — ошибка, едва заметная при растлании намазлыка или принятии позы, — приводит к смещению на 5,9 км от места расположения Каабы. Этот эффект усугубляется на ещё большем расстоянии от Мекки: от Джакарты, столицы Индонезии, на расстоянии 7900 км, отклонение на один градус даёт смещение более чем на 100 км, и даже секунда отклонения даёт смещение более чем на 100 м от местоположения Каабы. Для сравнения, при строительстве мечети можно легко получить отклонение до пяти градусов от расчётной киблы, а расстлание намазылков внутри мечети в качестве указателей для верующих может добавить ещё одно отклонение в пять градусов от ориентации мечети.
Меньшинство исламских религиоведов, как то Ибн Араби (ум. 1240), считают айн аль-ка‘абу обязательной во время намаза, тогда как другие считают это обязательным только в меру возможностей молящегося. Что же до мест, расположенных вдалеке от Мекки, такие учёные, как Абу Ханифа (ум. 699) и Аль-Куртуби (ум. 1214), утверждают, что допустимо предполагать джихат аль-ка‘абу, обращённую лишь в общем направлении Каабы. Другие утверждают, что ритуальное условие обращения лицом к кибле уже выполнено, когда воображаемая линия, ведущая к Каабе, находится в поле зрения человека. Например, существует фетва, согласно которой весь юго-восточный сектор в Аль-Андалузе и юго-западный сектор в Центральной Азии являются действительной Киблой. Аргументы в пользу каноничности джихат-аль ка‘абы включают кораническую формулировку, предписывающую мусульманам лишь «обратиться лицом» к Великой мечети и избегать навязывания требований, которые было бы невозможно выполнить, если бы айн аль-ка‘аба была обязательной во всех местах. Шафиитский мазхаб, кодифицированный в книге Абу Исхака аш-Ширази «Китаб ат-танбих фи-ль-фикх» (XI век) утверждает, что нужно следовать кибле, указанной местной мечетью, когда находишься не рядом с Меккой, или, находясь не рядом с мечетью, спросить у заслуживающего доверия человека. Когда это невозможно, человек должен принять самостоятельное решение (совершить иджтихад) имеющимися в его распоряжении средствами.

## Способы определения киблы

### Теоретическая основа: большой круг

Большой круг, проходящий через две точки (и), указывает кратчайший путь (выделен жирным шрифтом) между ними.

Большой круг, также называемый ортодромой, представляет собой любой круг на сфере, центр которого идентичен центру сферы. Например, все линии долготы представляют собой большие круги Земли, в то время как экватор является единственной линией широты, которая также является большим кругом (другие линии широты сосредоточены к северу или югу от центра Земли). Большой круг является теоретической основой большинства моделей, которые стремятся математически определить направление киблы на местности. В таких моделях кибла определяется как направление большого круга, проходящего через местность и Каабу. Одно из свойств большого круга состоит в том, что он указывает кратчайший путь, соединяющий любую пару точек на круге — это основа его использования для определения киблы. Большой круг аналогичным образом используется для нахождения кратчайшего пути полета, соединяющего два места, поэтому кибла, рассчитанная с использованием метода большого круга, обычно близка к направлению местности на Мекку. Поскольку эллипсоид является более точной формой Земли, чем идеальная сфера, современные исследователи изучили использование эллипсоидальных моделей для расчета киблы, заменив большой круг геодезическими на эллипсоиде. Это приводит к более сложным расчетам, в то время как повышение точности находится в пределах типичной точности разметки мечети или размещения коврика. Например, расчёты с использованием эллипсоидальной модели GRS80 дают киблу 18°47′06″ для местоположения в Сан-Франциско, а метод большого круга дает 18°51′05″.

### Вычисления методом сферической тригонометрии
Модель большого круга применяется для вычисления киблы методом сферической тригонометрии — раздела геометрии, который имеет дело с математическими отношениями между сторонами и углами треугольников, образованными тремя большими кругами сферы (в отличие от традиционной тригонометрии, которая имеет дело с этими большими кругами) двумерного треугольника).

Киблу, к примеру, из г. Джокьякарты, что в Индонезии, можно рассчитать следующим образом. Координаты города,, а коррдинаты Каабы,. Разность долгот. Конвертировав значения из градусов в радианы и подставив полученные результаты в (3), получаем или 25° к северу от запада.

На прилагаемом чертеже местонахождение {\displaystyle O}, Кааба {\displaystyle Q} и северный полюс {\displaystyle N} образуют треугольник на земной сфере. Кибла образует его сторону {\displaystyle OQ}, что является направлением большого круга, проходящего как через {\displaystyle O}, так и через {\displaystyle Q}. Кибла также может быть выражена как угол киблы по отношению к северу, {\displaystyle \angle NOQ} (или {\displaystyle \angle q}) называется инхираф аль-кибла (إِنْحِرَافُ ٱقِبْلَةِ‎). Этот угол может быть рассчитан как математическая функция местной широты {\displaystyle \varphi }, широты Каабы {\displaystyle \varphi _{Q}} и разность долгот {\displaystyle \Delta \lambda } (на чертеже — {\displaystyle \Delta L}) между данной местностью {\displaystyle \lambda } и Каабой {\displaystyle \lambda _{Q}}. Эта функция получена из правила котангенса, применяемого к любому сферическому треугольнику с углами {\displaystyle A}, {\displaystyle B}, {\displaystyle C} и сторонами {\displaystyle a}, {\displaystyle b}, {\displaystyle c}:

| {\displaystyle \cos a\,\cos C=\cot b\,\sin a-\cot B\,\sin C}.[29] | \| \| \| \| \| \| \| \| | (1) |
|                                                                   |                         |     |
|                                                                   |                         |     |
Применив (1) к сферическому треугольнику {\displaystyle \triangle NOQ} (подставив {\displaystyle B=\angle q=NOQ}) и применив тригонометрические тождества, получаем:

| {\displaystyle \operatorname {tg} q={\frac {\sin \Delta \lambda }{\sin \varphi \cos \Delta \lambda -\cos \varphi \tan \varphi _{Q}}}}, или | \| \| \| \| \| \| \| \| | (2) |
| |                         |     |
| |                         |     |

| {\displaystyle q=\operatorname {arctg} \left({\frac {\sin \Delta \lambda }{\sin \varphi \cos \Delta \lambda -\cos \varphi \tan \varphi _{Q}}}\right)}.[28] | \| \| \| \| \| \| \| \| | (3) |
| |                         |     |
| |                         |     |
Эта формула была выведена современными учёными, но с IX века (II века хиджры) мусульманским астрономам были известны  эквивалентные методы, разработанные различными учёными, как то Хабаш аль-Хасиб (работал в Дамаске и Багдаде около 850 г.), Ан-Найризи (Багдад, около 900 г.), Ибн Юнус (X—XI вв.), Ибн аль-Хайсам (XI в.) и Аль-Бируни (XI в.). Сегодня сферическая тригoнометрия также лежит в основе почти всех приложений или веб-сайтов, вычисляющих киблу.
Когда известен угол киблы по отношению к северу, {\displaystyle \angle q}, необходимо знать истинный север, чтобы найти киблу на практике. Общие практические методы её нахождения включают наблюдение за тенью в кульминации солнца, когда солнце пересекает точно местный меридиан. В этот момент любой вертикальный объект будет отбрасывать тень, ориентированную в направлении север-юг. Результат этого наблюдения очень точен, но требует точного определения местного времени кульминации, а также проведения правильного наблюдения именно в этот момент. Другим распространенным методом является использование компаса, который более практичен, поскольку его можно использовать в любое время; недостатком является то, что север, указанный магнитным компасом, отличается от истинного севера. Это магнитное склонение может достигать 20°, варьироваться в разных местах на Земле и меняться со временем.

### Наблюдение по тени

Дважды в год солнце проходит прямо над Каабой, что позволяет наблюдать киблу по тени вертикального объекта.

При наблюдении с Земли кажется, что солнце сезонно «перемещается» между северным и южным тропиками; кроме того, кажется, что оно ежедневно перемещается с востока на запад из-за вращения Земли. Сочетание этих двух видимых движений подразумевает, что каждый день солнце один раз пересекает меридиан, обычно не точно над головой, а к северу или к югу от наблюдателя. В местах между двумя тропиками — на широтах ниже 23°26′16″ северной или южной широты — в определенные моменты года (обычно два раза в год) солнце проходит почти прямо над головой. Это происходит, когда солнце пересекает меридиан, одновременно находясь на местной широте.
Благородная Мекка входит в число мест, где это происходит, из-за её расположения на 21°25′ с. ш. Это происходит дважды в год, сначала 27/28 мая, примерно в 12:18 по стандартному времени Саудовской Аравии (SAST) или 09:18 UTC, затем 15/16 июля в 12:27 SAST (09:27 UTC). Когда солнце достигает зенита Каабы, любой вертикальный объект на земле, на который попадает солнечный свет, отбрасывает тень, указывающую на киблу (см. рисунок). Этот метод нахождения киблы называется расд аль-кибла (رَصْدُ ٱلْقِبْلَةِ‎, «наблюдение за киблой»). Поскольку ночь приходится на полушарие, противоположное Каабе, половина мест на Земле (включая Австралию, а также большую часть Америки и Тихого океана) не могут наблюдать это напрямую. Вместо этого в таких местах наблюдается противоположное явление, когда солнце проходит над антиподом Каабы (другими словами, солнце проходит прямо под Каабой), вызывая тени в направлении, противоположном тому, что наблюдается во время расд аль-кибла. Это происходит дважды в год: 14 января в 00:30 SAST (21:30 UTC предыдущего дня) и 29 ноября в 00:09 SAST (21:09 UTC предыдущего дня). Наблюдения, сделанные в течение пяти минут с момента расд аль-кибла или его противоположных аналогов, или в одно и то же время дня за два дня до или после каждого события, по-прежнему показывают точные направления с незначительной разницей.

### На карте мира

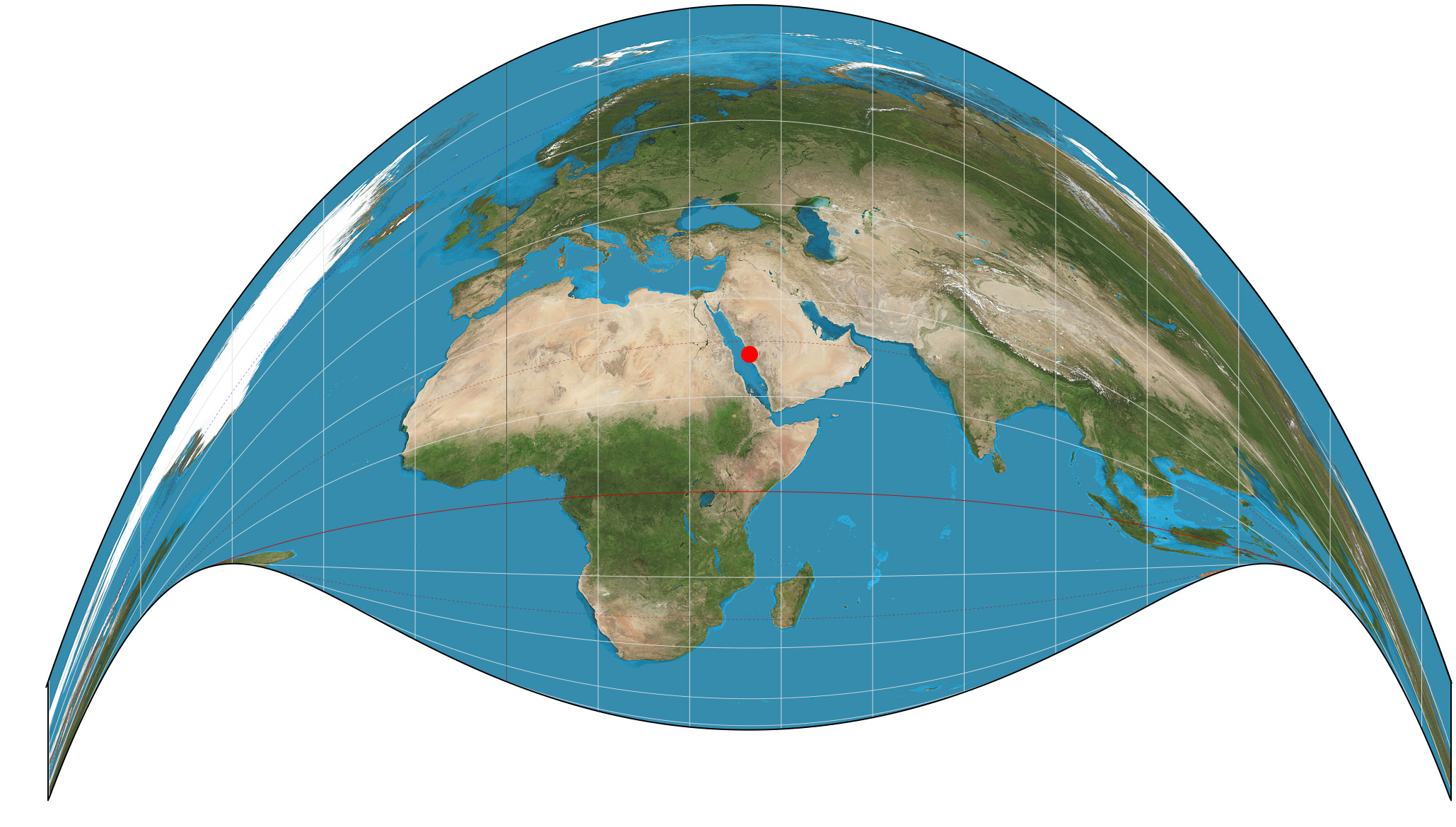
Карта, сгенерированная в ретроазимутальной проекции Крейга с центрированием на Мекке. В отличие от большинства картографических проекций, она сохраняет направление от любой другой точки на карте к центру.

Сферическая тригонометрия обеспечивает кратчайший путь из любой точки Земли к Каабе, хотя указанное направление может показаться нелогичным, если представить его на плоской карте мира. Например, киблы с Аляски, полученные средствами сферической тригонометрии, расположены почти строго на север. Эта кажущаяся нелогичность вызвана проекциями, используемыми на картах мира, которые по необходимости искажают поверхность Земли. Прямая линия, показанная на карте мира с использованием проекции Меркатора, называется линией румба или локсодромом, который используется для обозначения киблы меньшинством мусульман. В некоторых местах это может привести к существенной разнице; например, в некоторых частях Северной Америки плоская карта показывает Мекку на юго-востоке, в то время как расчет по большому кругу показывает её на северо-востоке. В Японии карта показывает её на юго-западе, в то время как большой круг показывает её на северо-западе. Однако большинство мусульман придерживаются метода большого круга.
Ретроазимутальная проекция — это любая картографическая проекция, сохраняющая угловое направление (азимут) траектории большого круга от любой точки карты до точки, выбранной в качестве центра карты. Первоначальной целью её разработки было помочь найти киблу, выбрав Каабу в качестве центральной точки. Самыми ранними сохранившимися работами, использующими эту проекцию, были два медных инструмента в форме астролябии, созданных в Иране XVIII века. Они содержат сетки, охватывающие местоположения между Испанией и Китаем, обозначают местоположения крупных городов вместе с их названиями, но не показывают никакой береговой линии. Первый из двух был обнаружен в 1989 году; его диаметр составляет 22,5 см, и у него есть линейка, с помощью которой можно определить направление на Мекку по отметкам на окружности инструмента и расстояние до Мекки по отметкам на линейке. Только второй подписан его создателем Мухаммедом Хусейном. Первым формальным проектом ретроазимутальной проекции в западной литературе является проекция Крейга или проекция Мекки, созданная шотландским математиком Д. А. Крейгом, в 1910 году работавшим в Отделе изысканий Египта. Его карта центрирована на Мекке, и её диапазон ограничен, чтобы показать преимущественно мусульманские земли. Расширение карты более чем на 90° по долготе от центра приведёт к скученности и перекрытиям.

### Традиционные методы
Исторические записи и сохранившиеся старые мечети свидетельствуют, что на протяжении всей истории киблу часто определяли простыми методами, основанными на традиции или «народной науке», а не математической астрономии. Некоторые ранние мусульмане повсюду использовали киблу строго на юг, буквально следуя указанию Мухаммеда смотреть на юг, когда он был в Медине (Мекка расположена к югу от Медины). Некоторые мечети, расположенные в таких отдалённых краях, как Андалусия на западе или Центральная Азия на востоке, обращены на юг, хотя Мекка находится в совсем не том направлении. В разных местах также есть «киблы сподвижников» (киблат ас-сахаба), которые использовались там сподвижниками Пророка — первых поколением мусульман, которые считаются образцами для подражания в исламе. Такие направления использовались некоторыми мусульманами в последующие века наряду с другими направлениями, даже после того, как мусульманские астрономы использовали вычисления, чтобы найти более точные направления на Мекку. Среди направлений, описанных как киблы сподвижников, — строго на юг  Сирии и Палестине, направление зимнего восхода солнца в Египте и направление зимнего захода Солнца в Ираке. Направления зимних восхода и захода солнца также традиционно более предпочтительны, ибо параллельны стенам Каабы.

## Комментарии
1. ↑  Упоминается в Коране 19:11
2. ↑  Даты немного меняются из года в год, поскольку календарный год не синхронизирован с астрономическим годом (см. високосный год).[37]
3. ↑  Пример использования локсодрома для определения киблы см. в разделе Северная Америка.
4. ↑  King, 1996, p. 150